# Sebastián de Albero
Sebastián de Albero, cuyo nombre completo era Sebastián Ramón de Albero Añanos (Roncal, Navarra, 10 de junio de 1722 — Madrid, 30 de marzo de 1756) fue un clavecinista español, primer organista de la Capilla Real de Madrid entre 1748 y 1756 y músico de cámara del rey Fernando VI. Se conservan treinta sonatas para clave, que fueron publicadas en 1978 en Madrid junto con otras obras tripartitas (recercata, fuga y sonata) para tecla. 

## Biografía
Sebastián de Albero fue el tercero de los cinco hijos del matrimonio Juan Antonio Albero (Oliete, Teruel) y Francisca Añanos (Ansó, Huesca).
En 1734 ingresó en el coro de infantes de la Catedral de Pamplona a una edad ya tardía, lo que ha hecho suponer que contara con una formación musical anterior; allí permaneció hasta 1739 ampliando sus conocimientos con el maestro de capilla de la catedral, Miguel Valls, y con su sucesor, Andrés de Escáregui, y profundizando en el estudio de la música para tecla y de la composición. 
La siguiente noticia de que se tiene constancia es de 1746, año en el que consiguió el cargo de organista principal de la Capilla Real de Madrid, mediante Real Decreto de 29 de septiembre de 1746, en la que su cometido básico era proporcionar música para el rey Fernando VI, a quien dedicaría sus Obras para clavicordio y pianoforte. Allí trabaría contacto con excelentes compositores, como José de Nebra y Domenico Scarlatti, que era maestro de música de la esposa de Fernando VI: María Bárbara de Braganza.
Sebastián de Albero murió a la temprana edad de 33 años, dejando una escasa pero magnífica obra para tecla que representa una de las cimas de la escuela española de clave del siglo XVIII. Según dice Genoveva Gálvez, las sonatas de Sebastián de Albero muestran una melancolía que anticipa la obra de Chopin, lo que le caracteriza como un precursor del estilo melancólico o sentimental.

## Obras
En su obra pueden señalarse influencias francesas, especialmente en sus recercatas. Esos rasgos eran debidos tal vez a su etapa en Navarra, donde el influjo de la música del país vecino era patente. Sin embargo, el carácter de su obra para clave es típicamente español, con estilemas como frecuentes cambios de modo, de ritmo y constantes modulaciones muy incisivas.
Su obra se conserva en dos manuscritos:
- Treinta sonatas para clavicordio, conservado en la Biblioteca Marciana de Venecia. En ellas se aprecia una atrevida invención armónica, con continuos cambios del modo mayor al menor. Se observa asimismo la presencia de elementos pertenecientes a las escalas frigias, y los saltos repentinos a otra tonalidad, rasgos todos ellos habituales en la música española de teclado de ese siglo y quizá también propio de los gustos de la familia real, puesto que aparecen también en las sonatas de Domenico Scarlatti.[2]
- Obras para clavicordio o pianoforte, en la biblioteca del Conservatorio de Madrid. Se trata de seis obras con estructura tripartita de recercata, fuga y sonata.